# Guamská vlajka

Guamská vlajka
Poměr stran: 22:41

Vlajka Guamu, nezačleněného území Spojených států amerických, je tvořena  tmavě modrým, červeně lemovaným listem o poměru stran 22:41, s uprostřed umístěným guamským znakem mandlového tvaru (sférický dvojúhelník), taktéž červeně lemovaným. Na znaku je obraz ústí řeky Agana (hlavní město Agana bylo roku 1998 přejmenováno na Hagåtña), plachetnicová loďka (kanoe s plachtou) a kokosová palma, všechno v přirozených barvách. Přes střed znaku je horizontální červený nápis GUAM.
Loďka s plachtou připomíná odvahu starých Čamorrů, kteří tato malá plavidla obratně používali k překonání Tichého oceánu. Kokosová palma, vyrůstající z neúrodného písku, symbolizuje snahu o lepší budoucnost. Červené lemování kolem znaku představuje prolitou krev.
Vlajka byla zavedená roku 1917, guamský kongres ji přijal 9. února 1948, červený okraj byl přidaný roku 1960.
Vlajka Guamu, nezačleněného území USA se může vztyčovat jen vedle vlajky USA.

## Galerie

Guamský znak
Guamská vlajka (1917–1960) Poměr stran: sporný